# Larkhall
Larkhall (Taigh na h-Uiseig en gaélique (gd) ; Larkhauch en scots (sco)) est une ville d'Écosse, située dans la région du South Lanarkshire, à 23 kilomètres au sud-est de Glasgow. Elle est située sur des hauteurs entre la Clyde et l'Avon (en).
Elle est desservie par l'autoroute M74.

## Toponymie
Le nom de Larkhall proviendrait de Laverock, le nom en scots pour alouette et de haugh qui signifie endroit humide.

## Histoire
Larkhall est historiquement une ville minière avec des aciéries et des industries liées au fer, dont le développement s'est appuyé aussi sur le textile et le tissage.

## Sports
La ville a abrité le club de football de Royal Albert, qui a évolué en Scottish Football League de 1923 à 1926.

## Personnalités
- Jim McLean, footballeur et entraîneur
- Tommy McLean, footballeur et entraîneur, international écossais
- Willie McLean (en), footballeur et entraîneur
- Willie Miller (en), footballeur international écossais
- Neilly Gibson, footballeur international écossais
- Andy McLaren (en), footballeur international écossais
- John Clark, footballeur et entraîneur, international écossais
- Jimmy Gibson, footballeur international écossais
- Hugh Grant, chef d'entreprise
- Struther Arnott, biologiste et chimiste
- Graeme Dott, joueur de snooker, champion du monde